# Eddie Lovett
Eddie Lovett (* 25. Juni 1992 in Miami, Florida) ist ein Leichtathlet von den Amerikanischen Jungferninseln, der sich auf den 110-Meter-Hürdenlauf spezialisiert hat.

## Sportliche Laufbahn
Erste Erfahrungen bei internationalen Meisterschaften sammelte Eddie Lovett, die in Florida aufwuchs und ab 2010 an der University of Florida studierte, bei den Panamerikanischen Juniorenmeisterschaften 2011 in Miramar, bei denen er für die Vereinigten Staaten in 13,14 s die Goldmedaille über die niedrigeren U20-Hürden gewann. Im Jahr darauf belegte er bei den U23-NACAC-Meisterschaften in Irapuato in 13,58 s den vierten Platz. 2013 siegte er bei den NCAA-Hallenmeisterschaften über 60 m Hürden und im Sommer startete er für die Amerikanischen Jungferninseln bei der Sommer-Universiade in Kasan und siegte dort in 13,43 s. Zudem schied er mit der 4-mal-100-Meter-Staffel mit 40,48 s im Vorlauf aus. Zudem kam er bei den Weltmeisterschaften in Moskau mit 13,52 s nicht über den Vorlauf hinaus. Im Jahr darauf siegte er bei den U23-NACAC-Meisterschaften in Kamloops in 13,39 s im Hürdensprint und anschließend gewann er beim Panamerikanischen Sportfestival in Mexiko-Stadt in 13,62 s die Bronzemedaille hinter dem Barbadier Ryan Brathwaite und Deuce Carter aus Jamaika. Daraufhin wurde er bei den Zentralamerika- und Karibikspielen (CAC) in Xalapa in 13,79 s Vierter. 2015 schied er bei den Panamerikanischen Spielen in Toronto mit 13,65 s im Vorlauf aus und anschließend gewann er bei den NACAC-Meisterschaften in San José mit neuem Landesrekord von 13,31 s die Bronzemedaille hinter Mikel Thomas aus Trinidad und Tobago und dem Kubaner Jhoanis Portilla. Daraufhin schied er bei den Weltmeisterschaften in Peking mit 13,65 s in der ersten Runde aus. Im Jahr darauf belegte er bei den Hallenweltmeisterschaften in Portland in 7,75 s den siebten Platz über 60 m Hürden und im August nahm er an den Olympischen Sommerspielen in Rio de Janeiro teil und kam dort mit 13,77 s nicht über den Vorlauf hinaus.
2017 erreichte er bei den Weltmeisterschaften in London das Halbfinale und schied dort mit 13,67 s aus. Im Jahr darauf schied er auch bei den Hallenweltmeisterschaften in Birmingham mit 7,90 s im Semifinale über 60 m Hürden aus und 2021 schied er bei den Olympischen Sommerspielen in Tokio mit 14,17 s in der ersten Runde über 110 m Hürden aus. 2023 belegte er bei den Zentralamerika- und Karibikspielen in San Salvador in 14,28 s den sechsten Platz.

## Persönliche Bestleistungen
- 100 Meter: 10,51 s (+1,3 m/s), 4. April 2014 in Gainesville
  - 50 Meter (Halle): 6,06 s, 24. Januar 2020 in Saskatoon (Landesrekord)
  - 60 Meter (Halle): 6,77 s, 1. Februar 2013 in Lincoln
- 110 m Hürden: 13,31 s (+1,5 m/s), 8. August 2015 in San José (Landesrekord)
  - 60 m Hürden (Halle): 7,50 s, 9. März 2013 in Fayetteville